# Maxime Alexandre (directeur de la photographie)
Pour les articles homonymes, voir Alexandre et Maxime Alexandre.
Maxime Alexandre, né le 4 février 1971 à Ronse (Flandre-Orientale), est un directeur de la photographie belge.

## Filmographie partielle

### Comme directeur de la photographie
- 2003 : Haute Tension
- 2004 : Mariage mixte
- 2004 : La Sentinelle (The Defender)
- 2005 : Marock
- 2006 : La colline a des yeux (The Hills Have Eyes)
- 2006 : Opération Matchbox (The Last Drop)
- 2006 : Paris, je t'aime (segment "Père-Lachaise")
- 2007 : Catacombs
- 2007 : 2e sous-sol (P2)
- 2008 : Mirrors
- 2009 : Holy Money
- 2010 : The Crazies
- 2010 : Christopher Roth
- 2011 : The Devil's Dosh
- 2011 : The End
- 2011 : L'Amante du Rif
- 2012 : Maniac
- 2012 : Silent Hill: Revelation 3D
- 2013 : Air Force One ne répond plus (Air Force One Is Down) (série TV)
- 2013 : Maniac: The Making of Documentary (vidéo)
- 2014 : The Voices
- 2014 : Écho (Earth to Echo)
- 2015 : Lady of Csejte
- 2015 : Grotto
- 2016 : The Wilding (TV)
- 2016 : The Door (The Other Side of the Door)
- 2016 : La Neuvième Vie de Louis Drax (The 9th Life of Louis Drax)
- 2016 : Warrior's Gate
- 2017 : Annabelle 2 : La Création du mal (Annabelle: Creation)
- 2018 : The Domestics
- 2018 : The Nun
- 2019 : Shazam!
- 2019 : Crawl d'Alexandre Aja
- 2021 : Oxygène d'Alexandre Aja
- 2021 : Resident Evil : Bienvenue à Raccoon City (Resident Evil: Welcome to Raccoon City) de Johannes Roberts
- 2024 : Paradis Paris de Marjane Satrapi
- 2024 : Mother Land (Never Let Go) d'Alexandre Aja
- 2025 : Until Dawn : La mort sans fin (Until Dawn) de David F. Sandberg

### Comme scénariste et réalisateur
- 2009 : Holy Money
- 2010 : Christopher Roth

## Récompenses et distinctions
- Fright Meter Awards 2013 : nomination au prix de la meilleure photographie pour Maniac (2012)